# Chiesa di Sant'Urbano a Campo Carleo

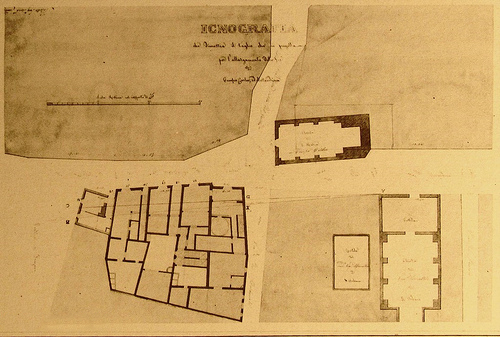
Planimetria con le piante di due chiese scomparse: la chiesa di Sant'Urbano a Campo Carleo (nella parte bassa sulla destra) e la chiesa di Santa Maria in Campo Carleo, dall'altra parte di via Alessandrina.

La chiesa di Sant'Urbano a Campo Carleo era una chiesa di Roma, nel rione Monti. Essa si trovava nell'antica via Alessandrina.

## Storia
La chiesa, con annesso monastero dei monaci benedettini, fu consacrata il 15 agosto 1264 da papa Urbano IV e costruita grazie al sostanzioso lascito dalla nobildonna Giacoma Bianchi. Il toponimo deriva dal nome con cui veniva chiamata la zona nel Medioevo, campo carleo, con riferimento al palazzo di un nobile del luogo, Carlo Leone; la zona è chiamata nei documenti anche col nome di “campus Caloleonis”. Dopo il XVI secolo la chiesa assunse anche il nome di Sant'Urbano ai Pantani, dal nome dell'arco presso il quale era costruita.
La chiesa primitiva cadde in rovina; verso la fine del XV secolo era tanto fatiscente, che per il giubileo del 1600 si pensò di costruirne una nuova, su disegno di Mario Arconi; quella più antica non fu però distrutta, ma, come dicono le fonti dell'epoca, «post absidem novi templi profanata et in foenile redacta».
L'annesso monastero, anch'esso rifatto, fu concesso da papa Clemente VIII, su istanza del cardinal Baronio, per ospitare le zitelle, chiamate popolarmente le sperse di sant'Eufemia. Il conservatorio di sant'Eufemia e la chiesa annessa furono demoliti nel corso degli anni trenta del XX secolo in occasione dei lavori che riportarono alla luce i fori imperiali.

## Descrizione
La chiesa era a un'unica navata, con altare maggiore e due altari laterali. Sull'altare di destra vi era una Annunciazione di Girolamo Muziano; sull'altare maggiore una tela raffigurante Sant'Urbano, Santa Chiara, la Madonna e gli angeli di Sebastiano Ceccarini; sull'altare di sinistra un San Carlo, San Francesco e San Nicola di Ottavio Leoni.
Nel refettorio dell'annesso monastero di Sant'Eufemia era conservato un prezioso affresco, di autore ignoto, risalente al XVII secolo e raffigurante la Samaritana al pozzo: recentemente restaurato, è oggi conservato nel museo di Roma a Palazzo Braschi.